# Goz Beïda
Goz Beïda è un comune del Ciad, situato nella provincia del Sila.